# Autoplusia
Autoplusia là một chi bướm đêm thuộc họ Noctuidae.

## Các loài
- Autoplusia abrota Druce, 1889
- Autoplusia egena Guenée, 1852
- Autoplusia egenoides Franclemont & Todd, 1983
- Autoplusia gammoides Blanchard, 1852
- Autoplusia masoni Schaus, 1894
- Autoplusia olivacea Skinner, 1917
- Autoplusia phocina Hampson, 1913

## Hình ảnh

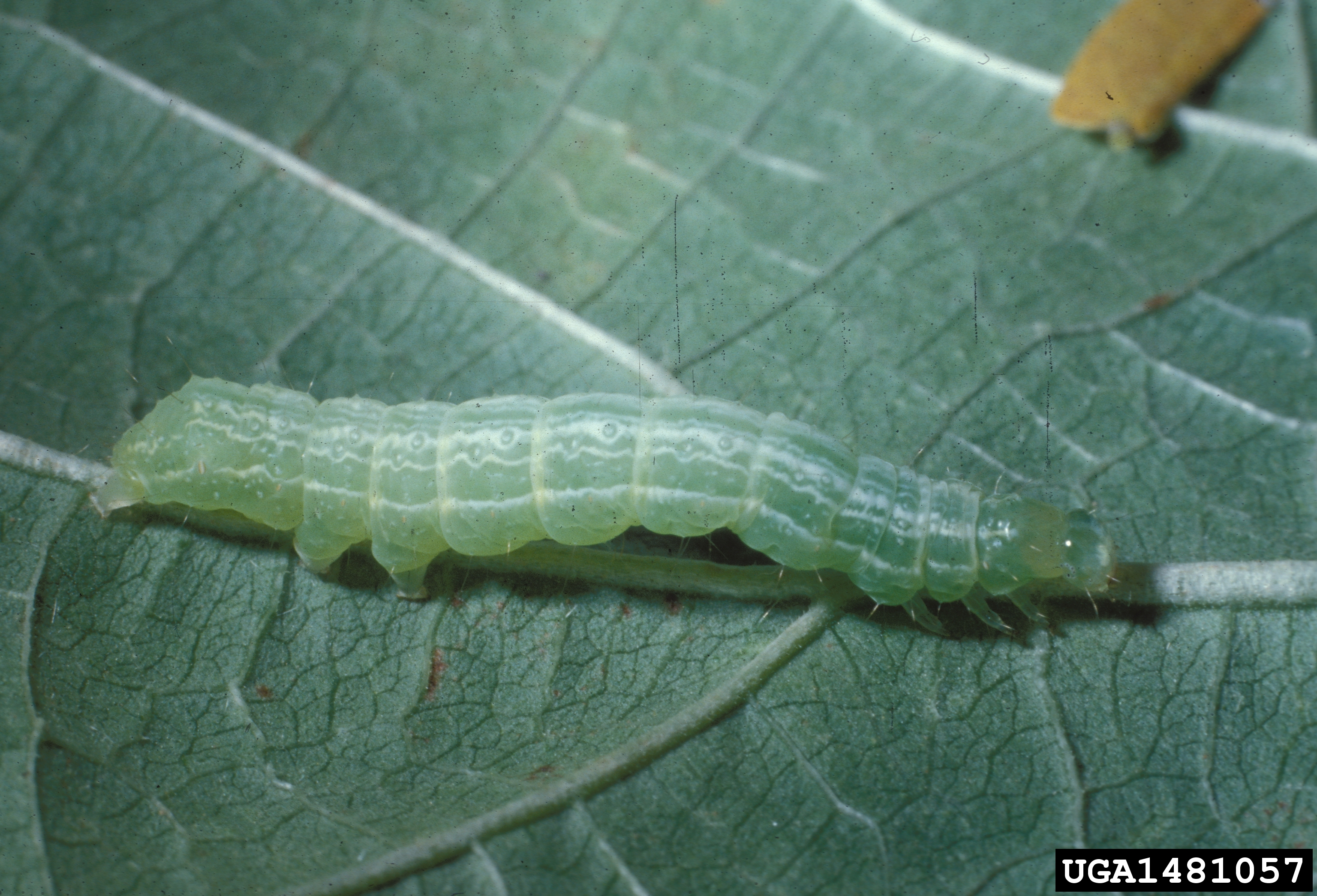